# Aglaia (FFH-Gebiet)
Das Fauna-Flora-Habitat-Gebiet Aglaia liegt nördlich der Stadt Dobříš und südlich der Ortschaft Vosnice in der Region Středočeský kraj in Tschechien. Das Gebiet umfasst des östlichen Teil des Wildgeheges Obora Aglaia sowie weitere Flächen in dessen Umgebung. Es handelt sich um ein von wenigen Offenlandflächen unterbrochenes Waldgebiet mit naturnahen Bachläufen und zahlreichen kleinen Stillgewässern. Die besondere Bedeutung ergibt sich durch die hier lebende national bedeutsame Population des Kammmolchs, eine Art des Anhangs II der FFH-Richtlinie.

## Schutzzweck
Folgende Arten von gemeinschaftlichem Interesse kommen im Gebiet vor:
| Bild      | EU Code | * | Art       | wissenschaftlicher Name | Artengruppe |
| --------- | ------- | - | --------- | ----------------------- | ----------- |
| Kammmolch | 1166    |   | Kammmolch | Triturus cristatus      | Amphibien   |